# 新疆生产建设兵团第九师一六七团
新疆生产建设兵团第九师一六七团是中华人民共和国新疆生产建设兵团第九师下辖的一个团。

## 行政区划
新疆生产建设兵团第九师一六七团下辖以下单位：
团部、一连、二连、三连、四连、五连、六连、七连、八连和九连。